# Grand Prix Malajsie 2012
Grand Prix Malajsie 2012 (oficiálně 2012 Formula 1 Petronas Malaysia Grand Prix) se jela na okruhu Sepang nedaleko hlavního města Kuala Lumpur v Malajsii dne 25. března 2012. Závod byl druhým v pořadí v sezóně 2012 šampionátu Formule 1.

## Kvalifikace
| Poř.                       | No. | Jezdec             | Konstruktér          | Časy v kvalifikaci | Časy v kvalifikaci | Časy v kvalifikaci | Pořadí na startu |
| Poř.                       | No. | Jezdec             | Konstruktér          | Q1                 | Q2                 | Q3                 | Pořadí na startu |
| -------------------------- | --- | ------------------ | -------------------- | ------------------ | ------------------ | ------------------ | ---------------- |
| 1                          | 4   | Lewis Hamilton     | McLaren-Mercedes     | 1:37.813           | 1:37.106           | 1:36.219           | 1                |
| 2                          | 3   | Jenson Button      | McLaren-Mercedes     | 1:37.575           | 1:36.928           | 1:36.368           | 2                |
| 3                          | 7   | Michael Schumacher | Mercedes             | 1:37.517           | 1:37.017           | 1:36.391           | 3                |
| 4                          | 2   | Mark Webber        | Red Bull-Renault     | 1:37.172           | 1:37.375           | 1:36.461           | 4                |
| 5                          | 9   | Kimi Räikkönen     | Lotus-Renault        | 1:37.961           | 1:36.715           | 1:36.461           | 10               |
| 6                          | 1   | Sebastian Vettel   | Red Bull-Renault     | 1:38.102           | 1:37.419           | 1:36.634           | 5                |
| 7                          | 10  | Romain Grosjean    | Lotus-Renault        | 1:38.058           | 1:37.338           | 1:36.658           | 6                |
| 8                          | 8   | Nico Rosberg       | Mercedes             | 1:37.696           | 1:36.996           | 1:36.664           | 7                |
| 9                          | 5   | Fernando Alonso    | Ferrari              | 1:38.151           | 1:37.379           | 1:37.566           | 8                |
| 10                         | 15  | Sergio Pérez       | Sauber-Ferrari       | 1:37.933           | 1:37.477           | 1:37.698           | 9                |
| 11                         | 18  | Pastor Maldonado   | Williams-Renault     | 1:37.789           | 1:37.589           |                    | 11               |
| 12                         | 6   | Felipe Massa       | Ferrari              | 1:38.381           | 1:37.731           |                    | 12               |
| 13                         | 19  | Bruno Senna        | Williams-Renault     | 1:38.437           | 1:37.841           |                    | 13               |
| 14                         | 11  | Paul di Resta      | Force India-Mercedes | 1:38.325           | 1:37.877           |                    | 14               |
| 15                         | 16  | Daniel Ricciardo   | Toro Rosso-Ferrari   | 1:38.419           | 1:37.883           |                    | 15               |
| 16                         | 12  | Nico Hülkenberg    | Force India-Mercedes | 1:38.303           | 1:37.890           |                    | 16               |
| 17                         | 14  | Kamui Kobajaši     | Sauber-Ferrari       | 1:38.372           | 1:38.069           |                    | 17               |
| 18                         | 17  | Jean-Éric Vergne   | Toro Rosso-Ferrari   | 1:39.077           |                    |                    | 18               |
| 19                         | 20  | Heikki Kovalainen  | Caterham-Renault     | 1:39.306           |                    |                    | 24               |
| 20                         | 21  | Vitalij Petrov     | Caterham-Renault     | 1:39.567           |                    |                    | 19               |
| 21                         | 24  | Timo Glock         | Marussia-Cosworth    | 1:40.903           |                    |                    | 20               |
| 22                         | 25  | Charles Pic        | Marussia-Cosworth    | 1:41.250           |                    |                    | 21               |
| 23                         | 22  | Pedro de la Rosa   | HRT-Cosworth         | 1:42.914           |                    |                    | 22               |
| 24                         | 23  | Narain Karthikeyan | HRT-Cosworth         | 1:43.655           |                    |                    | 23               |
| 107% času vítěze: 1:43.974 |     |                    |                      |                    |                    |                    |                  |
| Zdroj:                     |     |                    |                      |                    |                    |                    |                  |

Poznámky
1. ↑  Kimi Räikkönen obdržel trest posunu o 5 míst vzad za neplánovanou výměnu převodovky.
2. ↑  Heikki Kovalainen obdržel trest posunu o 5 míst vzad za předjíždění během žluté vlajky v předchozím závodě.

## Závod
| Poř.   | No. | Jezdec             | Konstruktér          | Počet kol | Čas/Odstoupení | Pořadí na startu | Body |
| ------ | --- | ------------------ | -------------------- | --------- | -------------- | ---------------- | ---- |
| 1      | 5   | Fernando Alonso    | Ferrari              | 56        | 2:44:51.812    | 8                | 25   |
| 2      | 15  | Sergio Pérez       | Sauber-Ferrari       | 56        | +2.263         | 9                | 18   |
| 3      | 4   | Lewis Hamilton     | McLaren-Mercedes     | 56        | +14.591        | 1                | 15   |
| 4      | 2   | Mark Webber        | Red Bull-Renault     | 56        | +17.688        | 4                | 12   |
| 5      | 9   | Kimi Räikkönen     | Lotus-Renault        | 56        | +29.456        | 10               | 10   |
| 6      | 19  | Bruno Senna        | Williams-Renault     | 56        | +37.667        | 13               | 8    |
| 7      | 11  | Paul di Resta      | Force India-Mercedes | 56        | +44.412        | 14               | 6    |
| 8      | 17  | Jean-Éric Vergne   | Toro Rosso-Ferrari   | 56        | +46.985        | 18               | 4    |
| 9      | 12  | Nico Hülkenberg    | Force India-Mercedes | 56        | +47.892        | 16               | 2    |
| 10     | 7   | Michael Schumacher | Mercedes             | 56        | +49.996        | 3                | 1    |
| 11     | 1   | Sebastian Vettel   | Red Bull-Renault     | 56        | +1:15.527      | 5                |      |
| 12     | 16  | Daniel Ricciardo   | Toro Rosso-Ferrari   | 56        | +1:16.828      | 15               |      |
| 13     | 8   | Nico Rosberg       | Mercedes             | 56        | +1:18.593      | 7                |      |
| 14     | 3   | Jenson Button      | McLaren-Mercedes     | 56        | +1:19.719      | 2                |      |
| 15     | 6   | Felipe Massa       | Ferrari              | 56        | +1:37.319      | 12               |      |
| 16     | 21  | Vitalij Petrov     | Caterham-Renault     | 55        | +1 kolo        | 19               |      |
| 17     | 24  | Timo Glock         | Marussia-Cosworth    | 55        | +1 kolo        | 20               |      |
| 18     | 20  | Heikki Kovalainen  | Caterham-Renault     | 55        | +1 kolo        | 24               |      |
| 19     | 18  | Pastor Maldonado   | Williams-Renault     | 54        | Motor          | 11               |      |
| 20     | 25  | Charles Pic        | Marussia-Cosworth    | 54        | +2 kola        | 21               |      |
| 21     | 22  | Pedro de la Rosa   | HRT-Cosworth         | 54        | +2 kola        | 22               |      |
| 22     | 23  | Narain Karthikeyan | HRT-Cosworth         | 54        | +2 kola        | 23               |      |
| Ret    | 14  | Kamui Kobajaši     | Sauber-Ferrari       | 46        | Brzdy          | 17               |      |
| Ret    | 10  | Romain Grosjean    | Lotus-Renault        | 3         | Přetočení      | 6                |      |
| Zdroj: |     |                    |                      |           |                |                  |      |

Poznámky
1. ↑  Pastor Maldonado odstoupil ze závodu, ale byl klasifikován, protože odjel více než 90 % délky závodu.
2. ↑  Narain Karthikeyan obdržel trest přičtení 20 sekund k času v cíli za zavinění kolize se Sebastianem Vettelem.

## Průběžné pořadí po závodě
Pohár jezdců
|   | Pořadí | Jezdec          | Body |
| - | ------ | --------------- | ---- |
| 4 | 1      | Fernando Alonso | 35   |
| 1 | 2      | Lewis Hamilton  | 30   |
| 2 | 3      | Jenson Button   | 25   |
|   | 4      | Mark Webber     | 24   |
| 3 | 5      | Sergio Pérez    | 22   |

Pohár konstruktérů
|   | Pořadí | Konstruktér      | Body |
| - | ------ | ---------------- | ---- |
|   | 1      | McLaren-Mercedes | 55   |
|   | 2      | Red Bull-Renault | 42   |
| 1 | 3      | Ferrari          | 35   |
| 1 | 4      | Sauber-Ferrari   | 30   |
|   | 5      | Lotus-Renault    | 16   |